# 欣禾社区
欣禾社区（村）
欣禾社区是属于都江堰市大观镇农村行政村之一，由原大观友爱村和平清村合并而成。位于大观镇东部，紧邻安龙镇官田村、青城山镇万安村。幅员面积2.5平方公里，人口3500人。
社区内有大型农民集中安置小区——欣禾新居，居住人口600户。
社区活动中心位于欣禾新居内。
紧邻社区北边为原平清村村委会，以及平清院、村小、村医疗点所在地。
社区主要姓氏有刘、杨、姜、周、李、王、谢、张等姓。刘姓分布于社区1、4、6、11、13、14等组，杨姓分布于社区9、11、12、14等组，姜姓分布于社区12组，周姓分布于社区12、15等组，李姓分布于社区10组，王姓分布于社区11、14等组，谢姓分布于社区12组，张姓分布于社区12、14等组。